# 香港加拿大商會
香港加拿大商會（英語：The Canadian Chamber of Commerce in Hong Kong）創立於1977年，是香港一個積極主動的非政府商業組織，代表超過1,200個在加拿大、香港和中國大陸有業務的會員。現時是加拿大境外最大的加拿大商會組織。現任商會主席是宏利人壽保險主席業榮達（Victor Apps）。

## 歷史
早年加拿大商會在香港以非正規形式運作，只在加拿大太平洋航運（Canadian Pacific Steamship）借用兩張寫字枱，並在香港會進行委員會會議。直到1977年中國對外開放，同年由亞洲移民加國的公民首次超越歐洲，而橫太平洋的業務亦多於橫大西洋，加拿大意識到其未來將倚賴加入太平洋周邊的社群，加拿大商會於同年正式成立香港分會。

## 刊物
香港加拿大商會向會員提供《每月會員通訊》（Monthly Members' Newsletter）、每兩個月一期的《加港商業》雜誌（Canada-Hong Kong Business）及每年一期的《會員名冊》（Directory of Members）。

## 外部連結
- 香港加拿大商會官方網頁